# Dremano oko
Pour plus de détails, voir Fiche technique et Distribution.
Dremano oko est un film français réalisé par Vladimir Perišić et sorti en 2003.

## Synopsis
C'est l'histoire d'un adolescent de treize ans, Stefan. Sa mère s'appelle Sanja, son père s'appelle Jovan. Ce dernier, justement, lui vaut des complications à l'école. Parce que Jovan est d'un bord politique à haute tension. Alors les autres élèves décident de couper les cheveux de Stefan.

## Fiche technique
- Titre : Dremano oko
- Réalisation : Vladimir Perišić
- Scénario : Vladimir Perišić
- Décors : Maja Josifovic
- Photographie : Simon Beaufils
- Montage : Martial Salomon
- Son : Frédéric Heinrich
- Mixage : Sébastien Pierre
- Production : La Fémis
- Pays de production :  France
- Durée : 30 minutes
- Date de sortie : France - 15 mai 2003[1] (Festival de Cannes)

## Distribution
- Jasna Djuricic  : Sanja
- Boris Isakovic : Jovan
- Relja Popovic : Stefan
- Nemanja Milunovic

## Distinctions

### Récompenses
- Rencontres internationales du moyen métrage de Brive 2004[2] : Prix du jury et prix du public

### Sélections
- Festival de Cannes 2003, sélection Cinéfondation[3]
- Festival du court métrage de Clermont-Ferrand 2004
- Festival international du film de Locarno 2006